# Full Circle (álbum de The Doors)
Full Circle es el octavo álbum de estudio de la banda de rock estadounidense The Doors, publicado en 1972. Es el segundo después de la muerte de su líder, Jim Morrison, y también el último como un trío.
El álbum incluye "The Mosquito", que se posicionó como n.º 85 en Billboard Hot 100, con "It Slipped My Mind" como el lado B, "Get Up and Dance", con Treetrunk, una canción exclusiva del sencillo como lado B y "The Piano Bird", con el cover Good Rocking Tonight en el lado B, estos fueron los últimos sencillos publicados por la agrupación hasta 1979.
Una vez más, el tecladista Ray Manzarek y el guitarrista Robby Krieger tomaron el lugar del fallecido Morrison como vocalistas. Además, a diferencia de sus trabajos anteriores, se utilizaron bajistas de estudio como colaboración en todas las pistas.

## Listado de canciones
Todas las canciones compuestas por The Doors, excepto cuando se indica.

#### Lado A
1. «Get Up and Dance» - 2:25 (Ray Manzarek/Robbie Krieger)
2. «4 Billion Souls» - 3:18 (Krieger)
3. «Verdilac» - 5:40 (Manzarek)
4. «Hardwood Floor» - 3:38 (Krieger)
5. «Good Rockin'» - 4:22 (Roy Brown)

#### Lado B
1. «The Mosquito» - 5:16
2. «The Piano Bird» - 5:50 (John Densmore/Jack Conrad)
3. «It Slipped My Mind» - 3:11 (Krieger)
4. «The Peking King and the New York Queen» - 6:25 (Manzarek)

### Pistas adicionales de su relanzamiento en 2015
- «Tree Trunk» - 2:59 (Krieger)

## Integrantes y personal
Miembros de la Banda
- Robby Krieger - Guitarra, armónica, voz.
- Ray Manzarek - Teclado, voz.
- John Densmore - Batería, voz en "It Slipped My Mind".

Músicos invitados y de estudio
- Clydie King - Voces
- Venetta Field - Voces
- Melissa MacKay - Voces
- Chico Batera - Percusión en "Piano Bird" y "The Peking King and the New York Queen".
- Jack Conrad - Bajo en "4 Billion Souls", "Good Rockin", "Piano Bird" y "The Peking King and the New York Queen".
- Chris Ethridge - Bajo en "Get Up and Dance".
- Bobbi Hall - Percusión en "Verdilac", "Piano Bird" y "The Peking King and the New York Queen".
- Charles Larkey - Bajo en "Verdilac" y "Piano Bird".
- Charles Lloyd - Saxo tenor en "Verdilac"; flauta en "Piano Bird".
- Leland Sklar - Bajo en "Hardwood Floor", "The Mosquito" y "It Slipped My Mind".